# Sara Jane Moore
Sara Jane Moore (née Kahn le 15 février 1930) est une criminelle américaine ayant tenté d'assassiner le Président des États-Unis Gerald Ford en 1975,. Condamnée à l'emprisonnement à perpétuité pour sa tentative de meurtre, elle purge environ 32 ans et sort de prison le 31 décembre 2007. Elle est, avec Lynette Fromme, l'une des deux seules femmes à avoir tenté de tuer un président américain, les deux ayant attenté à la vie de Ford à environ trois semaines d'intervalle.

## Historique
Moore naît à Charleston (Virginie-Occidentale). Elle est la fille de Ruth (née Moore) et Olaf Kahn. Ses grands-parents paternels sont des immigrants allemands.
Moore fait des études d'infirmerie, puis travaille un temps au Women's Army Corps. Divorcée cinq fois, elle a quatre enfants,.